# والتر شميت (قسيس)
والتر شميت (بالألمانية: Walter Schmidt)‏ هو قسيس ألماني، ولد في 21 ديسمبر 1891 في  في ألمانيا، وتوفي في 28 فبراير 1981 في دورتموند في ألمانيا.